# Rabemananjarastadion
Het Rabemananjarastadion is een voetbalstadion in de Malagassische stad Mahajanga. Het stadion biedt plaats aan 10.000 toeschouwers, Tana FC Formation speelt haar thuiswedstrijden in dit stadion.